# Barrett Astin
Barrett Astin (né le 22 octobre 1991 à Forrest City, Arkansas, États-Unis) est un lanceur droitier des Reds de Cincinnati de la Ligue majeure de baseball.

## Carrière
Joueur des Razorbacks de l'université de l'Arkansas, Barrett Astin est repêché par les Brewers de Milwaukee au 3e tour de sélection en 2013. Il joue ses deux premières saisons professionnelles en ligues mineures dans l'organisation des Brewers avant d'être transféré aux Reds de Cincinnati le 10 septembre 2014 en tant qu'un des joueurs cédés à Milwaukee pour l'acquisition, dix jours plus tôt, de Jonathan Broxton.
Astin fait ses débuts dans le baseball majeur comme lanceur de relève pour Cincinnati le 3 avril 2017 face aux Phillies de Philadelphie.